# Ectyonopsis
Ectyonopsis is een geslacht van sponsdieren uit de klasse van de Demospongiae (gewone sponzen).

## Soorten
- Ectyonopsis flabellata (Lévi, 1963)
- Ectyonopsis hartmani (Bakus, 1966)
- Ectyonopsis panis (Boury-Esnault & van Beveren, 1982)
- Ectyonopsis pluridentata (Lévi, 1963)
- Ectyonopsis ramosa Carter, 1883
- Ectyonopsis ruthae (Mothes & Lerner, 1995)
- Ectyonopsis sigmata Aguilar-Camacho & Carballo, 2012